# Protoneura paucinervis
Protoneura paucinervis är en trollsländeart som beskrevs av Selys 1886. Protoneura paucinervis ingår i släktet Protoneura och familjen Protoneuridae. Inga underarter finns listade i Catalogue of Life.